# Élections législatives de 2020 au Nouveau-Mexique
Les élections législatives de 2020 au Nouveau-Mexique ont lieu le 3 novembre 2020 afin d'élire les 70 membres de la Chambre des représentants de l'État américain du Nouveau-Mexique.

## Système électoral
La Chambre des représentants du Nouveau-Mexique est la chambre basse de son parlement bicaméral. Elle est composée de 70 sièges pourvus pour deux ans au scrutin uninominal majoritaire à un tour dans autant de circonscriptions.

## Résultats
| Partis                   | Partis                   | Voix      | %     | +/- | Sièges | +/-           |
| ------------------------ | ------------------------ | --------- | ----- | --- | ------ | ------------- |
|                          | Parti démocrate (D)      |           |       |     | 44     | 2             |
|                          | Parti républicain (R)    |           |       |     | 25     | 1             |
|                          | Parti libertarien (L)    |           |       |     | 0      | en stagnation |
|                          | Autres partis            |           |       | -   | 0      | en stagnation |
|                          | Indépendants             |           |       |     | 1      | 1             |
|                          |                          |           |       |     |        |               |
| Votes valides            |                          |           |       |     |        |               |
| Votes blancs et nuls     |                          |           |       |     |        |               |
| Total                    | Total                    | 928 230   | 100   | -   | 70     | en stagnation |
| Abstentions              | Abstentions              | 423 581   | 31,33 |     |        |               |
| Inscrits / participation | Inscrits / participation | 1 351 811 | 68,67 |     |        |               |